# Аквадукт Велувемер
Аквадукт Велувемер је 25 метара дугачак и 19 метара широк, пловни аквадукт (такође познат као водени мост) који се налази изнад језера Велувемер у Хардервијку, Холандија. Отворен је 2002. године и прелази преко пута N302.
Тамо где аквадукт прелази преко N302, дубина воде је три метра, што омогућује пловилима да безбедно пролазе преко пута, све док је њихов газ мањи. Са обе стране пловног пута постоје и пешачки прелази.
За изградњу аквадукта било је потребно око 22.000 кубних метара бетона, плус челични шипови да би се издржала велика тежина воде и спречило цурење воде и наноса на пут испод.